# Edwin B. Willis
Edwin Booth Willis (Decatur, 28 gennaio 1893 – Los Angeles, 26 novembre 1963) è stato uno scenografo statunitense.

## Biografia
Ottenne ben 32 candidature ai Premi Oscar in varie categorie vincendo otto volte nella categoria Oscar alla migliore scenografia:
- 1942 per Fiori nella polvere
- 1945 per Angoscia
- 1947 per Il cucciolo
- 1950 per Piccole donne
- 1952 per Un americano a Parigi
- 1953 per Il bruto e la bella
- 1954 per Giulio Cesare
- 1957 per Lassù qualcuno mi ama

## Filmografia parziale
- Souls for Sables, regia di James C. McKay - architetto scenografo (1925)
- Morals for Men, regia di Bernard H. Hyman - architetto scenografo (1925)
- That Model from Paris, regia di Louis J. Gasnier (1926)
- La regina Cristina (Queen Christina), regia di Rouben Mamoulian - arredamenti (1933)
- L'idolo delle donne (The Prizefighter and the Lady),  regia di W. S. Van Dyke e (non accreditato) Howard Hawks - interior design (1933)
- Day of Reckoning, regia di Charles Brabin (1933)
- Incatenata (Chained), regia di Clarence Brown - associato, non accreditato (1934)
- Laughing Boy, regia di W. S. Van Dyke (1934)
- L'amante sconosciuta (Evelyn Prentice), regia di William K. Howard (1934)
- La volontà occulta (The Garden Murder Case), regia di Edwin L. Marin - direttore artistico associato (1936)
- Follie di Broadway 1936 (Broadway Melody of 1936), regia di Roy Del Ruth e, non accreditato, W. S. Van Dyke - direttore artistico associato (1935)
- Le due città (A Tales of Two Cities), regia di Jack Conway (1935)
- Rose Marie, regia di W.S. Van Dyke II (1936)
- Gelosia (Wife vs. Secretary), regia di Clarence Brown - sceneggiatura (1936)
- Il tesoro del fiume (Old Hutch), regia di J. Walter Ruben (1936)
- La grande città (Big City), regia di Frank Borzage - direttore artistico associato (1937)
- Rosalie, regia di W. S. Van Dyke (1937)
- I candelabri dello zar (The Emperor's Candlesticks), regia di George Fitzmaurice (1937)
- London by Night, regia di William Thiele (1937)
- L'ultimo gangster (The Last Gangster), regia di Edward Ludwig (1937)
- Broadway Serenade, regia di Robert Z. Leonard - arredatore (1939)
- Balalaika, regia di Reinhold Schünzel - arredamenti (1939)
- Sfida a Baltimora (Stand Up and Fight), regia di W. S. Van Dyke (1939)
- L'isola del diavolo (Strange Cargo), regia di Frank Borzage - arredamenti (1940)
- Phantom Raiders, regia di Jacques Tourneur - arredamenti (1940)
- Il ponte di Waterloo (Waterloo Bridge), regia di Mervyn LeRoy - arredamenti (1940)
- Soldato di cioccolata (The Chocolate Soldier), regia di Roy Del Ruth - arredatore (1941)
- Se mi vuoi sposami (Honky Tonk), regia di Jack Conway - arredatore (1941)
- For Me and My Gal, regia di Busby Berkeley - arredatore (1942)
- Prigionieri del passato (Random Harvest), regia di Mervyn LeRoy - arredatore (1942)
- Il ritorno del Lupo (Whistling in Dixie), regia di S. Sylvan Simon (1942)
- Prigioniera di un segreto (Keeper of the Flame), regia di George Cukor (1943)
- The Youngest Profession
- Harrigan's Kid
- La commedia umana (The Human Comedy), regia di Clarence Brown - arredamenti (1943)
- Il segreto del golfo
- Due cuori in cielo (Cabin in the Sky), regia di Vincente Minnelli - arredamenti (1943)
- La fortuna è bionda (Slighty Dangerous), regia di Wesley Ruggles (1943)
- A Stranger in Town, regia di Roy Rowland - arredamenti (1943)
- Il nemico ci ascolta - arredamenti
- Presenting Lily Mars
- Al di sopra di ogni sospetto (Above Suspicion), regia di Richard Thorpe (1943)
- Dr. Gillespie's Criminal Case
- Three Hearts for Julia
- Mademoiselle Du Barry  (DuBarry Was a Lady)
- Bataan, regia di Tay Garnett - arredamenti (1943)
- Pilot#5
- Best Foot Forward
- Young Ideas, regia di Jules Dassin (1943)
- Il difensore di Manila
- Joko l'australiano
- Il signore in marsina (I Dood It), regia di Vincente Minnelli - arredamenti (1943)
- Swing Shift Maisie
- La parata delle stelle (Thousands Cheer), regia di George Sidney (1943)
- Torna a casa, Lassie! (1943)
- Swing Fever, regia di Tim Whelan (1943)
- La croce di Lorena
- Angeli all'inferno
- Girl Crazy, regia di Norman Taurog e Busby Berkeley - arredatore (1943)
- Whistling in Brooklyn
- Madame Curie, regia di Mervyn LeRoy (1943)
- L'angelo perduto (Lost Angel), regia di Roy Rowland (1943)
- Joe il pilota (A Guy Named Joe), regia di Victor Fleming (1943)
- Kismet, regia di William Dieterle - arredatore (1944)
- Due ragazze e un marinaio (Two Girls and a Sailor), regia di Richard Thorpe - arredatore (1944)
- La settima croce (The Seventh Cross), regia di Fred Zinnemann - arredatore (1944)
- Ritmi di Broadway (Broadway Rhythm), regia di Roy Del Ruth - arredatore (1944)
- La signora Parkington (Mrs Parkington), regia di Tay Garnett - arredatore (1944)
- Avventura (Adventure), regia di Victor Fleming (1945)
- Jolanda e il re della samba (Yolanda and the Thief), regia di Vincente Minnelli - arredatore (1945)
- Baciami e lo saprai! (Twice Blessed), regia di Harry Beaumont (1945)
- Vacanze al Messico (Holiday in Mexico), regia di George Sidney - arredatore (1946)
- Il delfino verde (Green Dolphin Street), regia di Victor Saville (1947)
- L'isola sulla montagna (High Barbaree), regia di Jack Conway - arredamenti (1947)
- Pugno di ferro (Killer McCoy), regia di Roy Rowland - arredamenti (1947)
- Il pirata (The Pirate), regia di Vincente Minnelli (1948)
- Il bacio del bandito (The Kissing Bandit), regia di László Benedek (1948)
- Tensione (Tension), regia di John Berry (1949)
- Il pescatore della Louisiana (The Toast of New Orleans), regia di Norman Taurog (1950)
- Kim, regia di Victor Saville (1950)
- L'indossatrice (A Life of Her Own), regia di George Cukor (1950)
- Il messicano (Right Cross), regia di John Sturges (1950)
- La lettera accusatrice (Cause for Alarm!), regia di Tay Garnett (1951)
- Il mio uomo (My Man and I), regia di William A. Wellman (1952)
- Marito per forza (Love Is Better Than Ever), regia di Stanley Donen - arredatore (1952)
- Nebbia sulla Manica (Dangerous When Wet), regia di Charles Walters - arredatore  (1953)
- Amanti latini (Latin Lovers), regia di Mervyn LeRoy - arredatore (1953)
- Baciami Kate! (Kiss Me Kate), regia di George Sidney - set decoration (1953)
- Spettacolo di varietà (The Band Wagon), regia di Vincente Minnelli - arredatore (1953)
- Così parla il cuore (Deep in My Heart), regia di Stanley Donen (1954)
- Un napoletano nel Far West (Many Rivers to Cross), regia di Roy Rowland (1955)
- È sempre bel tempo (It's Always Fair Weather), regia di Stanley Donen e Gene Kelly (1955)
- Les Girls, regia di George Cukor (1957)